# Linus Weber
Linus Weber (* 1. November 1999 in Gera) ist ein deutscher Volleyballnationalspieler.

## Karriere

### Verein
Weber spielte von 2015 bis 2019 beim Nachwuchsteam VC Olympia Berlin. Für die Playoffs 2019 spielte er mit Doppelspielrecht zudem bei den Berlin Recycling Volleys und wurde Deutscher Meister. Zur Saison 2019/20 wechselte er zum italienischen Top-Club Powervolley Mailand, jedoch wurde die Saison aufgrund der COVID-19-Pandemie frühzeitig beendet und das Team schloss das Jahr auf Rang fünf ab.
In der Saison 2020/21 schlug Weber beim VfB Friedrichshafen auf. 2021 wechselte er wieder in die italienische Liga zu Pallavolo Padua. Ab der Saison 2022/23 spielt Weber in der polnischen PlusLiga zu Projekt Warschau.

### Nationalmannschaft
Mit der deutschen Junioren-Nationalmannschaft verpasste er Anfang 2017 die Qualifikation für die U21-Europameisterschaft. Dabei spielte der Diagonalangreifer jedoch im entscheidenden Spiel mit 46 erzielten Punkten so erfolgreich, dass der Bundestrainer Andrea Giani auf ihn aufmerksam wurde. Dieser nominierte ihn nach verletzungsbedingten Absagen anderer Spieler für die EM 2017 in Polen. Dort erreichte Weber mit dem DVV-Team das Endspiel gegen Russland und wurde Vize-Europameister; es war die erste EM-Medaille überhaupt für Deutschland.